# Los colonos
Los colonos és una pel·lícula dramàtica de western revisionista xilena del 2023 dirigida per Felipe Gálvez Haberle (en el seu debut com a director), qui va coescriure el guió amb Antonia Girardi en col·laboració amb Mariano Llinás. És protagonitzada per Mark Stanley, Camilo Arancibia, Benjamin Westfall, Alfredo Castro, Mishell Guaña, Sam Spruell, Marcelo Alonso i Adriana Stuven. És una coproducció entre Xile, Argentina, Regne Unit, Taiwan, França, Dinamarca, Suècia i Alemanya.
Los colonos es va estrenar al 76è Festival Internacional de Cinema de Canes el 17 de maig de 2023. Va competir per Un Certain Regard i Caméra d'Or, i al costat d'ells va ser guardonat amb el Premi FIPRESCI, convertint-se en la primera producció xilena a guanyar aquest premi. Va ser seleccionada com a entrada xilena per al Millor Llargmetratge Internacional als Premis Oscar de 2023.

## Argument
El 1893, Segundo, un mestizo xilè; MacLennan, un soldat britànic; i Bill, un mercenari estatunidenc, s'embarquen en una expedició a cavall per delimitar i recuperar les terres que l'Estat ha concedit a José Menéndez. El que sembla ser una expedició administrativa es converteix en una caça violenta per als ones, els nadius de l'arxipèlag de la Terra del Foc. El genocidi selknam és el nucli de la pel·lícula.
- Camilo Arancibia com a Segundo
- Benjamin Westfall com a Bill
- Mark Stanley com a Alexander MacLennan
- Alfredo Castro com a José Menéndez
- Mishell Guaña com a Kiepja
- Sam Spruell com a Coronel Martin
- Marcelo Alonso com a Vicuña
- Adriana Stuven com a Josefina Menéndez
- Mariano Llinás com a Francisco Moreno
- Agustín Rittano com a Capità Ambrosio
- Emily Orueta com a neta
- Luis Machín com a Monseñor

## Estrena

### Festival
Es va estrenar el 22 de maig de 2023, al 76è Festival Internacional de Cinema de Canes. després es va projectar el 12 d'agost de 2023, a la secció de Concurs de Ficció del 27è Festival de Cinema de Lima i properament el 7 de setembre de 2023, a la secció Centerpiece del 48è Festival Internacional de Cinema de Toronto.

### Distribució
MUBI va anunciar que havia adquirit els drets de distribució per a diversos territoris, com ara Amèrica del Nord, Amèrica Llatina, el Regne Unit, Itàlia, Suïssa, Àustria, Alemanya, Turquia, l'Índia i el Benelux. Tenen previst estrenar la pel·lícula al Regne Unit i als EUA.

## Recepció crítica
Al lloc web de l'agregador de ressenyes Rotten Tomatoes, el 100% de les crítiques d'11 crítiques són positives, amb una valoració mitjana de 7,6/10. Metacritic, que utilitza una mitjana ponderada, va assignar a la pel·lícula una puntuació de 82 sobre 100, basada en 7 crítics, indicant "aclamació universal".

## Reconeixements
| Premi                                             | Data                   | Categoria                                                        | Receptor                        | Resultat  | Ref.          |
| ------------------------------------------------- | ---------------------- | ---------------------------------------------------------------- | ------------------------------- | --------- | ------------- |
| Festival Internacional de Cinema de Canes         | 21 de maig de 2023     | Caméra d'Or                                                      | Felipe Gálvez Haberle           | Nominat   | [ 17 ]        |
| Festival Internacional de Cinema de Canes         | 21 de maig de 2023     | Un Certain Regard                                                | Felipe Gálvez Haberle           | Nominat   | [ 18 ]        |
| Festival Internacional de Cinema de Canes         | 21 de maig de 2023     | Premi FIPRESCI                                                   | Felipe Gálvez Haberle           | Guanyador | [ 19 ]        |
| Festival Internacional de Cinema de Munic         | 1 de juliol 2023       | Premi CineVision a la millor pel·lícula per un director debutant | Los colonos                     | Nominat   | [ 20 ]        |
| Festival de Cinema de Lima                        | 18 d'agost de 2023     | Millor pel·lícula                                                | Los colonos                     | Nominat   | [ 21 ] [ 22 ] |
| Festival de Cinema de Lima                        | 18 d'agost de 2023     | Millor guió                                                      | Felipe Gálvez & Antonia Girardi | Guanyador | [ 21 ] [ 22 ] |
| Festival de Cinema de Lima                        | 18 d'agost de 2023     | Associació Peruana de Premsa Cinematogràfica - Millor Pel·lícula | Los colonos                     | Guanyador | [ 21 ] [ 22 ] |
| Festival Internacional de Cinema de Sant Sebastià | 30 de setembre de 2023 | Premi Horizons                                                   | Los colonos                     | Nominat   | [ 23 ]        |
| Festival du Nouveau Cinéma de Montreal            | 15 d'octubre de 2023   | Louve d'Or                                                       | Los colonos                     | Guanyador | [ 24 ]        |
| Festival Internacional de Cinema de Tòquio        | 1 de novembre de 2023  | Gran Premi de Tòquio                                             | Los colonos                     | Nominat   | [ 25 ]        |
| Premis Cinematogràfics José María Forqué          | 16 de desembre 2023    | Millor pel·lícula llatinoamericana                               | Los colonos                     | Nominat   | [ 26 ]        |